# Potamogeton rutilus
Potamogeton rutilus là một loài thực vật có hoa trong họ Potamogetonaceae. Loài này được Wolfg. miêu tả khoa học đầu tiên năm 1827.